# 梅山斷層
梅山斷層（英語：Meishan Fault）是台灣嘉義縣的右移斷層，斷層走向為東北東走向，長約13公里，位於嘉義縣梅山鄉梅南村向西延伸至民雄鄉東湖村。
此斷層是規模7.1的1906年梅山地震所形成的，當時稱之為梅仔坑斷層與陳厝寮斷層。

## 地質特性
梅山斷層在1906年誘發地震並產生地表破裂，斷層東段目前仍保留許多地形特徵。淺層反射震測結果，梅山斷層在近地表處呈現帶狀分佈，主斷層為高角度向南傾斜，地表下構成的破裂帶寬度可達450公尺；斷層延伸至中坑以西，可能以潛伏方式持續向西延伸。由地形地質、地質鑽探與古地震的調查結果研判，梅山斷層可能活動過多次，但1906年以前的活動年代與活動週期仍不清楚。
由大地測量結果，梅山斷層東段的高程變化量相較西段有較顯著的改變，而GPS測量結果，梅山斷層近期運動方式主要為右移形式。
梅山斷層，列為第一類活動斷層。